# Aina Wadner
Aina Karin Sofia Wadner, född Palmquist den 2 mars 1899 i Kalmar, död den 10 augusti 1988 i Borgholm, var en svensk bankkassör, verksam inom föreningslivet.
Aina Wadner var anställd i Skånska handelsbanken i Kalmar 1916–1921 och kassör i Skandinaviska banken i Borgholm 1921–1954. Hon blev sekreterare i Norra Ölands lottakår 1931 och i Rädda barnen 1956. Aina Wadner var även kassör i Borgholms och Norra Ölands djurskyddsförening.
Aina Wadner gifte sig 1969 med Martin Wadner. Makarna vilar i hennes familjegrav på Borgholms kyrkogård.